# Остроботнија (округ)
Остроботнија (фин. Pohjanmaa, швед. Österbotten) је округ у Финској, у западном делу државе. Седиште округа је град Васа.

## Положај округа
Округ Остроботнија се налази у западном делу Финске. Њега окружују:
- са севера: Округ Средишња Остроботнија,
- са истока: Округ Јужна Остроботнија,
- са југа: Округ Сатакунта,
- са запада: Ботнијски залив Балтичког мора.

## Природне одлике
Рељеф: Округ припада историјској области Остроботнији, где чини њен југозападни део. У округу Остроботнија преовлађују равничарска подручја, надморске висине 0-70 м.
Клима у округу Остроботнија влада оштра Континентална клима.
Воде: Остроботнија је приморски округ Финске. На западу округ излази на Ботнијски залив Балтичког мора. Обала је дуга и веома разуђена, са бројним острвима, полуострвима и заливима. У унутрашњости округа постоји низ ледничких језера. Најважнија река је река Сејнејоки.

## Становништво
По подацима 2011. године у округу Остроботнија живело је око 180 хиљаде становника. Од 2000. године број становника у округу је благо порастао.
Густина насељености у округу је 23 становника/км², што је 1,5 пута више од државног просека (16 ст./км²).
Етнички састав: Финци и Швеђани су до традиционално становништво округа, с тим што су Швеђани насељени дуж обале, док Финци насељавају унутрашњост. Швеђани су данас већинско становништво округа (52%), па је округ Остроботнија једини на источном Балтику са значајнијом шведском заједницом. Такође, већина општина (2/3) у округу је шведском већином. Последњих деценија овде населио и омањи број усељеника.

## Општине и градови
Округ Остроботнија има 16 општина, од који 6 носи звање града (означене задебљаним словима). То су:
** у загради назначен други званични назив.
| - Васа - Веро (Вејри) - Вехекире (Лилкиро) - Исокиро (Сторкиро) - Јакобстад (Пијетасари) - Каскинен (Каске) - Корснес - Корсхолм (Мустасари) | - Кристинестад (Кристинанкаупунки) - Кроноби (Крунупи) - Лајхила (Лајхела) - Ларсмо (Луото) - Малакс (Малахти) - Нерпес (Нерпије) - Никарлеби (Усикарлепи) - Педерсере |

Градска подручја са више од 10 хиљада становника су:
- Васа - 62.000 становника,
- Јакобстад - 21.000 становника.